# کوآ (بار)
کوآ (انگلیسی: Coa) یک بار کوکتل در هنگ کنگ است.
این میکده در سال ۲۰۲۲ برای سومین سال متوالی، به‌عنوان برترین میخانهٔ آسیا انتخاب شد.